# Hartmut Ditton
Hartmut Ditton (* 1956) ist ein deutscher Erziehungswissenschaftler und Hochschullehrer i. R: an der LMU München.

## Leben
Er studierte Pädagogik, Soziologie und Psychologie mit dem Abschluss Diplom-Pädagoge. Nach der Promotion in Eichstätt 1986 zum Dr. phil. und der Habilitation in Erziehungswissenschaften lehrte er ab 2000 als C3-Professor für Schulpädagogik an der Universität Osnabrück und seit April 2001 als W3-Professor auf dem Konkordatslehrstuhl für Allgemeine Pädagogik, Erziehungs- und Sozialisationsforschung an der LMU München.
Seine Forschungsschwerpunkte sind schulische und familiale Sozialisation; Bildung, Ungleichheit und gesellschaftlicher Wandel; Evaluation und Qualitätssicherung im Bildungswesen, Methoden empirisch-pädagogischer Forschung und multivariante statistische Analyseverfahren.

## Werke (Auswahl)
- mit Lothar Krecker und Herbert Schneider: Gesamtschule und gegliedertes Schulwesen. Mainz 1986, ISBN 3-7758-1125-7.
- Familie und Schule als Bereiche des kindlichen Lebensraumes. Eine empirische Untersuchung. Frankfurt am Main 1987, ISBN 3-8204-0070-2.
- Ungleichheit und Mobilität durch Bildung. Theorie und empirische Untersuchung über sozialräumliche Aspekte von Bildungsentscheidungen. München 1992, ISBN 3-7799-0843-3.
- Mehrebenenanalyse. Grundlagen und Anwendungen des Hierarchisch Linearen Modells. München 1998, ISBN 3-7799-1049-7.